# アントニー・ルー
アントニー・ルー（Anthony Roux、1987年4月18日 - ）は、フランス・ヴェルダン出身の自転車競技（ロードレース）選手。

## 経歴
2008年
- フランセーズ・デ・ジュー（現 FDJ）の育成選手から昇格し、同チームとプロ契約。

2009年
- ブエルタ・ア・エスパーニャ区間1勝(第17)。
- GP西フランス・プルエー4位。

2011年
- シルキュイ・ド・ラ・サルト 総合優勝
- シルキュイ・ド・ロレーヌ 総合優勝
- グランプリ・ド・ラ・ソム 優勝

2012年
- ツール・ド・フランス 第2ステージ敢闘賞

2013年
- エトワール・ド・ベセージュ　区間優勝（第6ステージ）
- ブエルタ・ア・ブルゴス　ポイント賞（第4ステージ優勝）

2015年
- シルキュイ・ド・ラ・サルト　区間優勝（第2ステージ）

2016年
- グランプリ・シクリスト・ド・ケベック　3位

2018年
- ルート・ドクシタニー　区間優勝（第4ステージ）
- フランス選手権　優勝（ロード）
- クラシカ・サンセバスティアン　3位
- ツール・デュ・リムザン　区間優勝（第1ステージ）